# A Ferencvárosi TC 1909–1910-es szezonja
A Ferencvárosi TC 1909–1910-es szezonja szócikk a Ferencvárosi TC első számú férfi labdarúgócsapatának egy szezonjáról szól, mely összességében és sorozatban is a 9. idénye volt a csapatnak a magyar első osztályban. A klub fennállásának ekkor volt a 11. évfordulója.

## Mérkőzések
| Színmagyarázat | Színmagyarázat |
| -------------- | -------------- |
|                | Győzelem.      |
|                | Döntetlen.     |
|                | Vereség.       |

### Bajnokság (I. osztály) 1909–10

#### Őszi fordulók
| 1909. szeptember 5. |

| Törekvés SE | 2 – 1       | Ferencváros |
| ----------- | ----------- | ----------- |
|             | Jegyzőkönyv | Schlosser   |

| Budapest |

| 1909. szeptember 12. |

| Magyar AC | 0 – 4       | Ferencváros            |
| --------- | ----------- | ---------------------- |
|           | Jegyzőkönyv | Rónay Koródy Schlosser |

| Budapest |

| 1909. szeptember 26. |

| Ferencváros           | 6 – 2       | Újpest |
| --------------------- | ----------- | ------ |
| Rónay Weisz Schlosser | Jegyzőkönyv |        |

| Millenáris, Budapest |

| 1909. október 10. |

| Ferencváros     | 4 – 2       | Budapesti TC |
| --------------- | ----------- | ------------ |
| Weisz Schlosser | Jegyzőkönyv |              |

| Millenáris, Budapest |

| 1909. október 24. |

| Ferencváros           | 3 – 3       | MTK |
| --------------------- | ----------- | --- |
| Rónay Schlosser Weisz | Jegyzőkönyv |     |

| Millenáris, Budapest |

- A mérkőzés félbeszakadt. A hiányzó időt két nap múlva játszották le.

| 1909. október 26. |

| Budapesti AK | 0 – 3       | Ferencváros      |
| ------------ | ----------- | ---------------- |
|              | Jegyzőkönyv | Schlosser Koródy |

| Budapest |

| 1909. november 21. |

| Ferencváros                  | 6 – 0       | Terézvárosi TC |
| ---------------------------- | ----------- | -------------- |
| Weisz Schlosser Rónay Koródy | Jegyzőkönyv |                |

| Millenáris, Budapest |

| 1909. december 5. |

| Nemzeti SC | 1 – 0       | Ferencváros |
| ---------- | ----------- | ----------- |
|            | Jegyzőkönyv |             |

| Millenáris, Budapest |

#### Tavaszi fordulók
| 1910. február 13. |

| Újpest | 1 – 3       | Ferencváros            |
| ------ | ----------- | ---------------------- |
|        | Jegyzőkönyv | Bródy Koródy Schlosser |

| Budapest |

| 1910. február 20. |

| Budapesti TC | 3 – 5       | Ferencváros                       |
| ------------ | ----------- | --------------------------------- |
|              | Jegyzőkönyv | Schlosser Kucsera Koródy Szeitler |

| Millenáris, Budapest |

| 1910. március 6. |

| Ferencváros | 2 – 1       | Magyar AC |
| ----------- | ----------- | --------- |
| Weisz       | Jegyzőkönyv |           |

| Millenáris, Budapest |

| 1910. március 13. |

| Ferencváros     | 4 – 0       | Törekvés SE |
| --------------- | ----------- | ----------- |
| Schlosser Weisz | Jegyzőkönyv |             |

| Millenáris, Budapest |

| 1910. április 3. |

| Ferencváros      | 2 – 0       | Nemzeti SC |
| ---------------- | ----------- | ---------- |
| Weinber II Bródy | Jegyzőkönyv |            |

| Millenáris, Budapest |

| 1910. április 17. |

| Terézvárosi TC | 1 – 2       | Ferencváros |
| -------------- | ----------- | ----------- |
|                | Jegyzőkönyv | Koródy      |

| Millenáris, Budapest |

| 1910. május 8. |

| MTK | 0 – 2               | Ferencváros      |
| --- | ------------------- | ---------------- |
|     | (0 – 1) Jegyzőkönyv | Koródy Schlosser |

| Millenáris, Budapest |

| 1910. május 28. |

| Ferencváros              | 5 – 1               | Budapesti AK |
| ------------------------ | ------------------- | ------------ |
| Koródy Kucsera Schlosser | (2 – 0) Jegyzőkönyv |              |

| Millenáris, Budapest |

#### A végeredmény
| # | Csapat          | J  | Gy | D | V  | Rg | Kg | Gk  | P  | Megjegyzés |
| - | --------------- | -- | -- | - | -- | -- | -- | --- | -- | ---------- |
| 1 | FTC             | 16 | 13 | 1 | 2  | 52 | 17 | +35 | 27 | Bajnok     |
| 2 | MTK             | 16 | 11 | 3 | 2  | 42 | 24 | +18 | 25 |            |
| 3 | Nemzeti SC      | 16 | 9  | - | 7  | 33 | 30 | +3  | 18 |            |
| 4 | BAK             | 16 | 8  | - | 8  | 23 | 28 | -5  | 16 |            |
| 5 | Budapesti TC    | 16 | 6  | 2 | 8  | 32 | 34 | -2  | 14 |            |
| 6 | Terézvárosi TC  | 16 | 6  | 2 | 8  | 22 | 30 | -8  | 14 |            |
| 7 | Újpesti TE      | 16 | 6  | 1 | 9  | 27 | 33 | -6  | 13 |            |
| 8 | Bp. Törekvés SE | 16 | 4  | 2 | 10 | 19 | 31 | -12 | 10 |            |
| 9 | MAC             | 16 | 3  | 1 | 12 | 12 | 26 | -14 | 7  |            |

### Magyar kupa
Negyeddöntő
| 1910. május 22. |

| Ferencváros     | 4 – 0       | Nemzeti SC |
| --------------- | ----------- | ---------- |
| Schlosser Bródy | Jegyzőkönyv |            |

| Millenáris, Budapest |

Elődöntő
| 1910. június 12. |

| MTK | 4 – 0       | Ferencváros |
| --- | ----------- | ----------- |
|     | Jegyzőkönyv |             |

| Budapest |

### Egyéb mérkőzések
| 1909. augusztus 29. |

| Újpest | 0 – 5       | Ferencváros                  |
| ------ | ----------- | ---------------------------- |
|        | Jegyzőkönyv | Schlosser Rónay Koródy Weisz |

| Budapest |

| 1909. szeptember 19. |

| Ferencváros     | 4 – 1       | Wiener AC |
| --------------- | ----------- | --------- |
| Schlosser Rónay | Jegyzőkönyv |           |

| Millenáris, Budapest |

| 1909. október 3. |

| Ferencváros                         | 11 – 0      | Kassai AC |
| ----------------------------------- | ----------- | --------- |
| Weisz Koródy Rónay Szántó Schlosser | Jegyzőkönyv |           |

| Millenáris, Budapest |

| 1909. október 17. |

| Ferencváros     | 2 – 2       | Wiener SC |
| --------------- | ----------- | --------- |
| Weisz Schlosser | Jegyzőkönyv |           |

| Millenáris, Budapest |

| 1909. november 1. |

| Ferencváros     | 2 – 0       | Teplitzer FC |
| --------------- | ----------- | ------------ |
| Rónay Schlosser | Jegyzőkönyv |              |

| Millenáris, Budapest |

| 1909. november 14. |

| Cricketer | 2 – 0       | Ferencváros |
| --------- | ----------- | ----------- |
|           | Jegyzőkönyv |             |

| Bécs |

| 1909. november 28. |

| Ferencváros | 4 – 0       | Vienna FC |
| ----------- | ----------- | --------- |
| Schlosser   | Jegyzőkönyv |           |

| Millenáris, Budapest |

| 1909. december 6. |

| Ferencváros                 | 4 – 2       | Cricketer |
| --------------------------- | ----------- | --------- |
| Koródy Schlosser Weinber II | Jegyzőkönyv |           |

| Millenáris, Budapest |

| 1910. február 27. |

| Ferencváros         | 5 – 0       | Floridsdorfer AC |
| ------------------- | ----------- | ---------------- |
| Schlosser Weisz ög' | Jegyzőkönyv |                  |

| Millenáris, Budapest |

| 1910. március 20. |

| Vienna FC | 2 – 6       | Ferencváros     |
| --------- | ----------- | --------------- |
|           | Jegyzőkönyv | Schlosser Weisz |

| Bécs |

| 1910. március 26. |

| Ferencváros      | 6 – 1       | Postás SE |
| ---------------- | ----------- | --------- |
| Schlosser Koródy | Jegyzőkönyv |           |

| Millenáris, Budapest |

| 1910. március 27. |

| Ferencváros              | 3 – 0       | Surrey Wanderers |
| ------------------------ | ----------- | ---------------- |
| Schlosser Weisz Szeitler | Jegyzőkönyv |                  |

| Millenáris, Budapest |

| 1910. április 4. |

| Ferencváros | 2 – 4       | DFC Prag |
| ----------- | ----------- | -------- |
| Schlosser   | Jegyzőkönyv |          |

| Millenáris, Budapest |

| 1910. április 10. |

| Ferencváros     | 5 – 1       | Rapid Wien |
| --------------- | ----------- | ---------- |
| Schlosser Weisz | Jegyzőkönyv |            |

| Millenáris, Budapest |

| 1910. április 24. |

| Wiener AC | 2 – 1       | Ferencváros |
| --------- | ----------- | ----------- |
|           | Jegyzőkönyv | Schlosser   |

| Bécs |

| 1910. május 16. |

| Ferencváros      | 2 – 1       | Barnsley |
| ---------------- | ----------- | -------- |
| Schlosser Koródy | Jegyzőkönyv |          |

| Millenáris, Budapest |

| 1910. június 5. |

| Ferencváros      | 3 – 1       | Törekvés SE |
| ---------------- | ----------- | ----------- |
| Schlosser Koródy | Jegyzőkönyv |             |

| Millenáris, Budapest |

| 1910. június 29. |

| Ferencváros     | 4 – 2       | Nemzeti SC |
| --------------- | ----------- | ---------- |
| Weisz Schlosser | Jegyzőkönyv |            |

| Budapest |

## Külső hivatkozások
- A csapat hivatalos honlapja (magyarul)
- Az 1909–1910-es szezon menetrendje a tempofradi.hu-n (magyarul)